# Покровське (Котельницький район)
Покро́вське (рос. Покровское) — село у складі Котельницького району Кіровської області, Росія. Адміністративний центр Покровського сільського поселення.
Населення становить 511 осіб (2010, 588 у 2002).
Національний склад станом на 2002 рік — росіяни 96 %.